# TNFRSF10B
TNFRSF10B (англ. TNF receptor superfamily member 10b) – білок, який кодується однойменним геном, розташованим у людей на короткому плечі 8-ї хромосоми. Довжина поліпептидного ланцюга білка становить 440 амінокислот, а молекулярна маса — 47 878.
| 10         |  | 20         |  | 30         |  | 40         |  | 50         |
| ---------- |  | ---------- |  | ---------- |  | ---------- |  | ---------- |
| MEQRGQNAPA |  | ASGARKRHGP |  | GPREARGARP |  | GPRVPKTLVL |  | VVAAVLLLVS |
| AESALITQQD |  | LAPQQRAAPQ |  | QKRSSPSEGL |  | CPPGHHISED |  | GRDCISCKYG |
| QDYSTHWNDL |  | LFCLRCTRCD |  | SGEVELSPCT |  | TTRNTVCQCE |  | EGTFREEDSP |
| EMCRKCRTGC |  | PRGMVKVGDC |  | TPWSDIECVH |  | KESGTKHSGE |  | VPAVEETVTS |
| SPGTPASPCS |  | LSGIIIGVTV |  | AAVVLIVAVF |  | VCKSLLWKKV |  | LPYLKGICSG |
| GGGDPERVDR |  | SSQRPGAEDN |  | VLNEIVSILQ |  | PTQVPEQEME |  | VQEPAEPTGV |
| NMLSPGESEH |  | LLEPAEAERS |  | QRRRLLVPAN |  | EGDPTETLRQ |  | CFDDFADLVP |
| FDSWEPLMRK |  | LGLMDNEIKV |  | AKAEAAGHRD |  | TLYTMLIKWV |  | NKTGRDASVH |
| TLLDALETLG |  | ERLAKQKIED |  | HLLSSGKFMY |  | LEGNADSAMS |  |            |

A: Аланін

C: Цистеїн

D: Аспарагінова кислота

E: Глутамінова кислота

F: Фенілаланін

G: Гліцин

H: Гістидин

I: Ізолейцин

K: Лізин

L: Лейцин

M: Метіонін

N: Аспарагін

P: Пролін

Q: Глутамін

R: Аргінін

S: Серин

T: Треонін

V: Валін

W: Триптофан

Кодований геном білок за функцією належить до рецепторів. 
Задіяний у таких біологічних процесах, як апоптоз, альтернативний сплайсинг. 
Локалізований у мембрані.